# Solbus Solway SL10
Solbus Solway SL10 − autobus międzymiastowy produkowany od przełomu lat 2007–2008 przez Fabrykę Autobusów "Solbus" z Solca Kujawskiego.

## Historia modelu
"Solbus Solway SL10" jest, obok międzymiastowego Solbus Soltour ST10, głównym następcą licencyjnego modelu międzymiastowego Solbus C 9,5, którego produkcja zakończyła się w kwietniu 2007 roku. W maju 2007 roku przeszedł badania homologacyjne, po czym został wdrożony do produkcji. Pod względem technicznym i stosowanych podzespołów jest bardzo podobny do modelu Solbus Soltour ST10. Główna różnica to niższe o 20 cm nadwozie, stylizacja i częściowo układ drzwi. Ze względu na przeznaczenie do ruchu na krótszych trasach posiada również miejsca dla pasażerów stojących.
W "Solbusie Solway SL10" zamontowano niektóre takie same elementy jak w modelu Solbus C 9,5 po ostatniej modernizacji. Są to m.in. zderzaki i lampy. Od poprzednika odróżnia go bardziej pionowa ściana przednia. Zastąpiono również trapezowe okno kierowcy oknem prostokątnym. Podobne zmiany nastąpiły w drzwiach pasażerskich. Nadwozie wydłużono o 21 cm i zwężono o 0,5 cm. Brak ograniczeń licencyjnych spowodował, że w nowym modelu można wybrać pomiędzy przednim zawieszeniem niezależnym firmy Voith, zawieszeniem włoskiej firmy Streparava, bądź tradycyjną belką sztywną Iveco. Zawieszenie tylne Mariton Cameri pozostało bez większych zmian i pochodzi z firmy ArvinMeritor. Pojemność bagażników podpodłogowych, wynosząca 4,0 m³, pozostała bez zmian. Masa własna wzrosła z 7300 kg do 8600-8900 kg. Stało się tak ze względu na zwiększenie długości samonośnego nadwozia, zastosowanie w jego dolnej części stali nierdzewnej czy zmiany silników na jednostki spełniające normy Euro 4.